# Bert (película de 1998)
Bert es una película española rodada íntegramente en Mallorca y dirigida por Lluís Casasayas, siendo su ópera prima. Finalizada en 1998, no se estrenaría comercialmente hasta 2014 por problemas de producción. Ganadora del premio al mejor largometraje del Festival de Cine Independiente de Barcelona L'Alternativa de 1998 y de los premios del jurado y del público al mejor largometraje de la Muestra Cinematográfica del Atlántico Alcances de 1998. También fue presentada en la sección oficial de la primera edición del Festival de Málaga de Cine Español celebrado en 1998.

## Argumento
Albert Teixidó (Bert) viaja a la isla de Mallorca tras recibir una misteriosa carta de su amigo de la infancia Bernardo, quien desapareció meses antes en la Sierra de Tramontana. En la isla buscará pistas para localizar a su amigo, pistas que le llevarán a revelar sucesos olvidados del pasado y coincidencias del presente, provocando en Bert una obsesión por continuar dicha búsqueda. Todo devendrá en un obsesivo y metafórico viaje iniciático hacia lo desconocido.